# День эвакуации (Массачусетс)

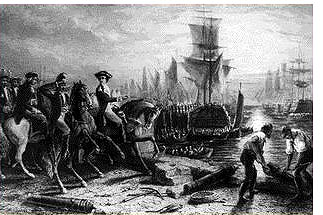
Гравировка с изображением эвакуации из Бостона

День эвакуации — праздник, отмечаемый 17 марта в округе Саффолк (включающем в себя города Бостон, Челси, Ревир и Уинтроп), а также в Сомервилле. Празднование происходит в память эвакуации английских войск из Бостона, после его осады в начале войны за независимость. Школы и государственные предприятия, включая некоторые расположенные в округе Саффолк, закрыты в этот день. Если 17 марта выпадает на воскресенье, то нерабочий день переносится на следующий за ним понедельник. Праздник совпадает с днём Святого Патрика, что повлияло на характер его празднования.

## Предыстория
Одиннадцатимесячная осада Бостона закончилась, когда Континентальная армия, под командованием президента Джорджа Вашингтона захватила в начале марта 1776 года высоты Дорчестера с использованием пушек, захваченных при штурме форта Тикондерога. Британский генерал Уильям Хау, чьи гарнизоны и флоты были под угрозой потери занимаемых ими позиций, был вынужден выбирать между атакой и отступлением. Дабы избежать исхода, аналогичного битве при Банкер-Хилле, Хау предпочёл отступить и отвести свои войска от Бостона в Новую Шотландию 17 марта 1776 года.
Отступление британцев было первой победой Вашингтона в войне. Это также стало огромным моральным толчком для Тринадцати колоний, поскольку Бостон стал первым городом, получившим независимость в результате восстания.

## Учреждение праздника
В то время как парад в честь дня Святого Патрика проводился с 1876 года, День эвакуации не был выходным днем вплоть до 1901 года, даже на фоне интереса к местной истории, вылившегося в основание монумента в честь захвата высот Дорчестера. Правительство штата сделало этот день праздником в округе Саффолк в 1938 году.